# 13177 Hansschmidt
13177 Hansschmidt este un asteroid din centura principală de asteroizi.

## Descriere
13177 Hansschmidt este un asteroid din centura principală de asteroizi. A fost descoperit pe 17 aprilie 1996 la Observatorul La Silla de Eric Walter Elst. Asteroidul prezintă o orbită caracterizată de o semiaxă mare de 2,91 ua, o excentricitate de 0,06 și o înclinație de 2,3° în raport cu ecliptica.